# Zij
Un zij ( en persa: زيج‎, romanizado: zīj) es la forma de denominar a los libros astronómicos islámicos elaborados entre los siglos VIII y XV que recogían en tablas los parámetros de las posiciones del sol, la luna, las estrellas y los planetas. Un observador que se encontrase en una determinada latitud terrestre y en un momento del año en concreto podía acudir a estos libros de datos tabulados para conocer la posición de un determinado astro y así localizarlo en el firmamento.

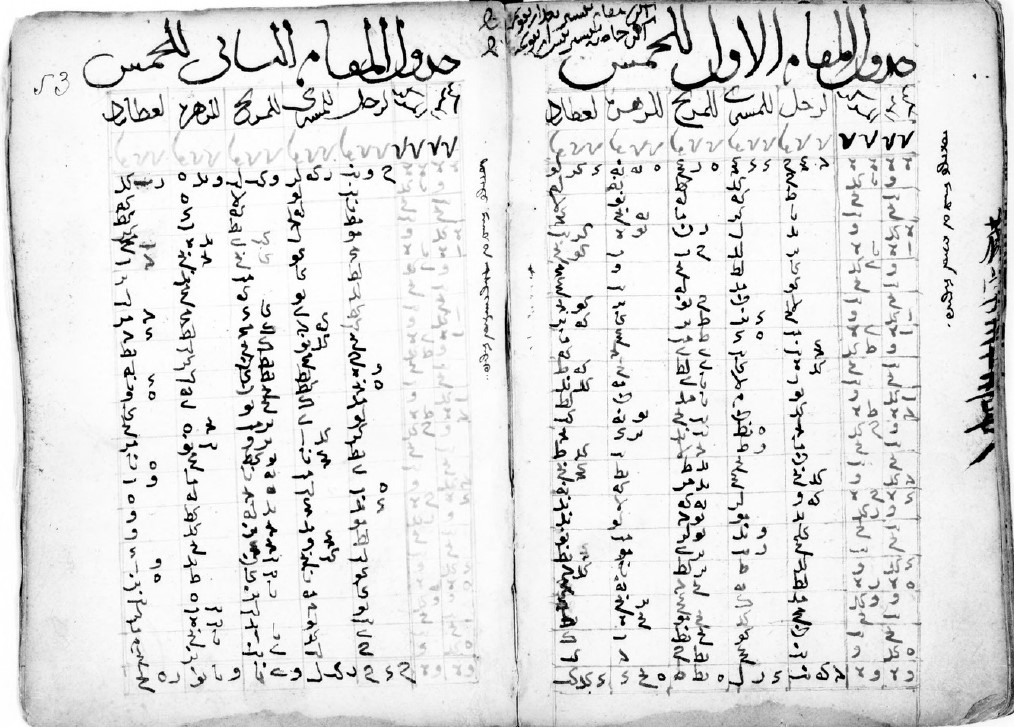
Zij Sanjufini, elaborado por el astrónomo de Samarkanda Khwaja Ghazi al-Sanjufini. Compilado en 1363.

## Etimología
El nombre zij se deriva del término persa medio zih o zīg ("cable"). Se cree que el término se refiere a la disposición de los hilos en el tejido, que se transfirió a la disposición de filas y columnas en los datos tabulados. Algunos de esos libros se denominaron qānūn, derivado de la palabra griega equivalente, κανών.

## Historia
Aunque los primeros zījes tabulaban datos basándose en la teoría planetaria india (conocida como Sindhind) o en los modelos persas sasánidas preislámicos, la mayor parte de los zījes elaborados durante la Edad de Oro del Islam recogían datos que eran resultado de cálculos matemáticos basados en el modelo ptolemaico. Esto implicó desarrollar técnicas trigonométricas, computacionales y de observación nunca antes utilizadas. De esta manera, los zijes musulmanes suelen incluir datos cronológicos, latitudes y longitudes geográficas, tablas de estrellas, funciones trigonométricas, funciones de astronomía esférica, la ecuación del tiempo, diversos movimientos planetarios, cálculo de eclipses, tablas para la primera visibilidad del luna creciente e instrucciones para cálculos epicíclicos.
Se han identificado más de 200 zījes diferentes que fueron producidos por astrónomos islámicos durante el período comprendido entre los siglos VIII y XV. Los mayores centros de producción de zījes fueron Bagdad bajo los califas abasíes en el siglo IX, el observatorio de Maragheh en el siglo XIII, el observatorio de Samarcanda en el siglo XV y el Observatorio de Constantinopla de Taqi ad-Din en el siglo XVI. 
También se produjeron casi 100 zijes más en la India entre los siglos XVI y XVIII. Uno de los zijes indios más famosos fue el Zij-i Muhammad Shahi, compilado en los observatorios Jantar Mantar de Jai Singh II de Amber. Se destaca por emplear el uso de observaciones telescópicas. El último tratado zij conocido fue el Zij-i Bahadurkhani, escrito en 1838 por el astrónomo indio Ghulam Hussain Jaunpuri (1760–1862) e impreso en 1855, dedicado a Bahadur Khan . El tratado incorporó el sistema heliocéntrico a la tradición zīj.

## Zījeshistóricamente relevantes
- El Zij de Azarquiel (o tablas toledanas) elaborado en el 1069 en Toledo y que permitía el cálculo de la posición de los astros independientemente de la latitud donde se encontrara el observador. Servirían a su vez de base para la elaboración de las tablas alfonsíes del siglo XIII, ya en el cristiano reino de la Corona de Castilla.
- El Zij-i Sultani (también conocido como tablas sultanianas), que fue publicado por el astrónomo y sultán Ulugh Beg en 1438 y se utilizó como referencia en todo el Islam durante la era moderna temprana.[5]
- El Zij-i Malik Shahi de Omar Khayyam, que se actualizó a lo largo de la era moderna bajo varios sultanatos[5] (como la versión simplificada de Zij-i Sultani por el Imperio mogol).[5]

## OtrosZījes
- Az-Zīj ‛alā Sinī al-‛Arab — por Ibrahim al-Fazari (m. 777) y Muhammad al-Fazari (m. 796/806)
- Az-Zīj al-Mahlul min as-Sindhind li-Darajat Daraja — por Yaʿqūb ibn Ṭāriq (m. 796)
- Zīj al-Sindhind — por al-Khwarizmi (c. 780–850)
- Az-Zij as-Sabi — por Muhammad ibn Jābir al-Harrānī al-Battānī (Albatenius) (853–929)
- Zij al-Safa'ih (Tablas de los discos del astrolabio) — por Abū Ja'far al-Khāzin (900–971)
- Zij al-Kabir al-Hakimi — por Ibn Yunus (c. 950–1009)
- Az-Zīj al-Jamī wal-Baligh (Las tablas integrales y maduras) — por Kushyar ibn Labban (971–1029)
- Zīj-i Malik-Shāhī (Manual astronómico con tablas para Malikshah) (1079) — por Omar Khayyam (1048–1141)[6]
- Almanaque de Azarquiel (1088) — por Abū Ishāq Ibrāhīm al-Zarqālī (Azarquiel) (1028–1087)
- Tablas de Toledo — basadas en Abū Ishāq Ibrāhīm al-Zarqālī (Azarqueil) (1028–1087)
- Az-Zīj As-Sanjarī (Tablas sinjaricas) — por al-Khazini (fl. 1115-1130)
- Zij-i Ilkhani — por Nasīr al-Dīn al-Tūsī (1201-1274)
- al-Zij al-jadīd — por Ibn al-Shāṭir (1304-1375)[7]
- Huihui Lifa (Sistema musulmán de astronomía calendárica) — publicado en China varias veces hasta principios del siglo XVIII,[8]
- Khaqani Zij — por Jamshīd al-Kāshī (1380–1429)
- Zij-i-Sultani (1437) — por Ulugh Beg (1393-1449)
- Perla sin perforar (1579-1580) — por Taqi al-Din Muhammad ibn Ma'ruf (1526-1585)
- Zij-i Muhammad Shahi — por Jai Singh II de Amber (1688-1743)
- Zij-i Bahadurkhani (1838) — por Ghulam Hussain Jaunpuri (1760–1862)